# Aruba ved sommer-OL 2012
Aruba deltog ved Sommer-OL 2012 i London som blev arrangeret i perioden 27. juli til 12. august 2012. Fire udøvere, tre mænd og en kvinde deltog i tre sportsgrene, Atletik, svømning og vægtløfting. Det var sjette gang at Aruba deltog i et sommer-OL. Landet vandt ingen medaljer. Svømmeren Jemal Le Grand var landets flagbærer under åbningsceremonien.

## Medaljer
| 2012 London | Guld | Sølv | Bronze | Total |
| Aruba       | 0    | 0    | 0      | 0     |